# Dragutin Najdanović
Dragutin Najdanović (15 d'abril de 1908 - 3 de novembre de 1981) fou un futbolista serbi de la dècada de 1930.
Fou jugador de BSK Belgrad i Balkan Belgrad. Fou internacional amb Iugoslàvia en 4 ocasions i participà en el Mundial de 1930.